# Русенський Лом
Русенський Лом (болг. Русенски Лом) — річка на північному сході Болгарії, остання права притока Дунаю перед його впадінням до Чорного моря. 
Утворюється злиттям річок Бели Лом та Черни Лом, які беруть початок неподалік Разграда та поблизу містечка Попово відповідно. Площі басейнів цих річок складають відповідно 1 549 км² та 1 276 км², довжини до злиття — 130 км та 140 км. 
Як виток Русенски Лому прийнято вважати виток Бели Лому біля Разграда, а його загальну довжину — рівною 197 км. Річка несе свої води усіяною пагорбами місцевістю у північному напрямку, де впадає у Дунай поблизу міста Русе. 